# Société des Automobiles Françaises
Die Société des Automobiles Françaises war ein französischer Hersteller von Automobilen und Motorrädern.

## Unternehmensgeschichte
Das Unternehmen aus Paris begann 1904 mit der Produktion von Automobilen und Motorrädern. Der Markenname lautete Papillon. Etwa 1910 endete die Produktion.

## Automobile
Im Angebot stand nur ein Modell. Für den Antrieb sorgte ein Einzylindermotor von De Dion-Bouton. Der Motor leistete 6 PS. Auffallend war der lange Radstand.